# Voldborg Herred
Voldborg Herred var et herred i Roskilde Amt. Det er beliggende i amtets vestlige del ende, med kyst ud til forgreninger af både Isefjorden (Bramsnæs Bugt) og Roskilde Fjord (Lejre Vig). Mod vest grænser det op til Holbæk Amt. Herredet hørte i middelalderen under Sjællands Medelsyssel.
I herredet ligger følgende sogne:
- Allerslev Sogn
- Gershøj Sogn
- Gevninge Sogn
- Hvalsø Sogn
- Kirke Hyllinge Sogn
- Kisserup Sogn
- Lyndby Sogn
- Osted Sogn
- Rye Sogn
- Kirke Sonnerup Sogn
- Kirke Såby Sogn
- Sæby Sogn
- Særløse Sogn